# Грбови рејона Ингушетије
Грбови рејона Ингушетије обухвата галерију грбова административних јединица руске федералне републике Ингушетије, са статусом градских округа и рејона, те њихове историјске грбове (уколико их има).
Већина грбова настала је након проглашење Републике Ингушетије 1992. године.

## Грбови округа и рејона
- Грб рејона 
 Џејрашки
- Грб рејона 
 Малгобекшки
- Грб рејона 
 Назрановски
- Грб рејона 
 Сунжјенски